# Brachytarsophrys platyparietus
Brachytarsophrys carinense là một loài lưỡng cư thuộc họ Megophryidae.
Nó được tìm thấy ở Trung Quốc và có thể có ở Việt Nam.
Các môi trường sống tự nhiên của chúng là các khu rừng vùng núi ẩm nhiệt đới hoặc cận nhiệt đới và sông. Loài này đang bị đe dọa do mất môi trường sống.
Năm 2009, Fei L. và ctv coi danh pháp khoa học này chỉ là đồng nghĩa của Brachytarsophrys carinense.